# Chansons de Bélise et de Perlimplin
Les Chansons de Bélise et de Perlimplin sont un cycle de mélodies pour voix et piano de la compositrice française Claude Arrieu, écrite en 1946.

## Contexte et création
Claude Arrieu compose ses Chansons de Bélise et de Perlimplin en 1946, sur des textes du recueil Canciones, Eros con bastón du poète espagnol Federico García Lorca dans une traduction par Jean Camp. L'œuvre a été publiée en 1952 chez Amphion. Elle a notamment servi pour la musique de scène des Amours de Don Perlimplín avec Belise en son jardin lors d'une représentation au Théâtre des Champs-Élysées par la compagnie Maurice Jacquemont en 1946.

## Structure
Le cycle se compose de deux mélodies :
1. Chanson de Bélise
2. Chanson de Perlimplin